# Эш-Шувайфат
Эш-Шувайфат, Шувайфат, Шувейфат, Шуэйфат или Чоифат (араб. شويفات‎, Shuwayfat, фр. Choueifat) — это один из самых больших и важных городов на юго-востоке Бейрута в Ливане. Город представляет собой анклав друзов, расположенный на восточной стороне бейрутского аэропорта. Местное население города состоит в основном из друзов и христианского меньшинства.
Эш-Шувайфат — родной город ливанского принца Талала Арслана — основателя ДВ, и других членов семьи Арслан.
Первым мэром Эш-Шувайфата был Фарид Набхан Шукье в 1893 году. Нынешним мэром города с 2018 года является Зиад Хайдар.

## Экономика

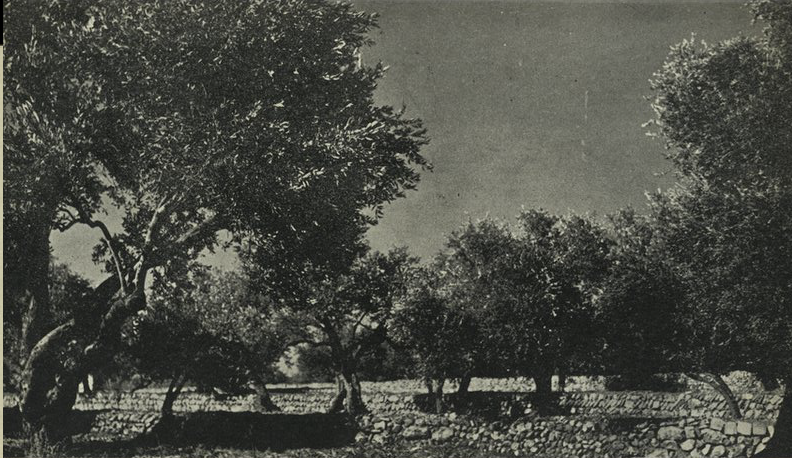
Оливковая роща Эш-Шувайфата (1947 год)

В городе насчитывается 44 компании с более чем 10 сотрудниками.
Эш-Шувайфат имеет 2 предприятия химической промышленности и 1 пищевой промышленности, которые выбрасывают загрязняющие вещества в атмосферу.
В городе расположено 150 фабрик, что делает его одним из крупнейших промышленных городов Ливана. 
Эш-Шувайфат был хорошо известен своим оливковым сезоном — подавляющее большинство его земель было покрыто оливковыми деревьями. Этот ресурс был одним из основных источников дохода для жителей города, так как оливки продавались для употребления в пищу или превращались в масло и мыло.

## Образование
В городе есть одно частное учебное заведение — Международная школа Эш-Шувайфата.

## География